# Чат Кобтитти
Чат Кобтитти (тайск.: ชาติ กอบจิตติ; 25 июня 1954 года, Самутсакхон, Таиланд) — тайский писатель. Является автором нескольких популярных романов и сборников коротких рассказов.

## Карьера
Чат Кобтитти родился в 1954 году в провинции Самутсакхон.  В 1969 году, в 15 лет, он опубликовал свой первый рассказ «Накриан Накленг» (Школьники-хулиганы) в качестве школьной публикации. Первая поэма, которая принесла ему известность, называется «Кхампхипакса» (Приговор). «Кхампхипакса»  была объявлена книгой года, и Чат Кобтитти получил первую Литературную премию Юго-Восточной Азии. Эта поэма была опубликована на английском языке. Кроме того, по мотивам книги был снят полнометражный фильм «Ай Фак» (2004).
В 1994 году его роман «Время» был высоко оценен критиками. За этот роман Чат Кобтитти был удостоен литературной премии Юго-Восточной Азии во второй раз. В 2004 году писатель был объявлен Народным артистом Таиланда в категории «Литература». Романы «Обычная история» и «Выхода нет» также считаются выдающимися произведениями автора.
Чата Кобтитти выступал с лекциями в нескольких школах и университетах Таиланда. Чат Кобтитти как человек, который всю свою жизнь посвятил писательству, часто отмечает, что готов помочь молодым талантливым ребятам найти свой путь в этой сфере, развиваться в правильном направлении. Основал издательский дом Самнакпхим Хон (Howling Books). Работы Чата Кобтитти были переведены на английский, французский, немецкий, китайский, японский, малайский языки.

## Роман «Приговор»
Главный герой романа «Приговор»  - молодой человек по имени Фак. Действие разворачивается в маленькой деревне, где все друг друга знают. В прошлом Фак был послушником в монастыре, мечтал всю жизнь провести в монашестве. Однако пожилой отец Фака не отличается крепким здоровьем, ему нужна поддержка и помощь в хозяйстве. По этой причине Факу приходится уйти с духовной службы, чтобы помогать пожилому отцу. Теперь он работает уборщиком в провинциальной школе при храме. После смерти отца Фак берет в жены его вдову.  Пытаясь защитить её от враждебного общества, он сам становится жертвой предрассудков и непонимания со стороны соседей. Он находит утешение в алкоголе, который позволяет ему забыться.